# Guntis Sics
Guntis Sics ist ein australischer Tontechniker und Tonmeister.

## Leben
Sics begann seine Karriere im Filmstab 1991 in der Tonassistenz und wirkte in der Folge an erfolgreichen australischen Filmproduktionen wie Priscilla – Königin der Wüste, Ein Schweinchen namens Babe und Schweinchen Babe in der großen Stadt. 2002 war er für Baz Luhrmanns Musicaldrama Moulin Rouge zusammen mit Andy Nelson, Anna Behlmer und Roger Savage für den Oscar in der Kategorie Bester Ton nominiert, die Auszeichnung ging in diesem Jahr jedoch an den Kriegsfilm Black Hawk Down von Regisseur     Ridley Scott. Bei der im selben Jahr ausgetragenen Verleihung der BAFTA Film Awards setzte sich Moulin Rouge jedoch gegen die Konkurrenz durch. Mit Luhrmann arbeitete Sics zudem 2008 an Australia und 2013 an Der große Gatsby. 
Neben seinen Engagements beim Film war Sics auch für das Fernsehen tätig, für sein Wirken an Richard Pearces Fernsehfilm South Pacific war er 2001 für einen Primetime Emmy nominiert. Er war zudem zwischen 1992 und 2009 fünf Mal für den AFI Award des American Film Institute nominiert, den er 2001 gewinnen konnte.

## Filmografie (Auswahl)
- 1994: Priscilla – Königin der Wüste (The Adventures of Priscilla, Queen of the Desert)
- 1995: Ein Schweinchen namens Babe (Babe)
- 1998: Schweinchen Babe in der großen Stadt (Babe: Pig in the City)
- 2001: Moulin Rouge (Moulin Rouge!)
- 2002: Der stille Amerikaner (The Quiet American)
- 2008: Australia
- 2009: X-Men Origins: Wolverine
- 2013: Der große Gatsby (The Great Gatsby)
- 2013: Wolverine: Weg des Kriegers (The Wolverine)
- 2014: Das Versprechen eines Lebens (The Water Diviner)
- 2018: Aquaman

## Auszeichnungen (Auswahl)
- 2002: Oscar-Nominierung in der Kategorie Bester Ton für Moulin Rouge
- 2002: BAFTA Film Award in der Kategorie Bester Ton für Moulin Rouge